# Arsiccioïta
L'arsiccioïta és un mineral de la classe dels sulfurs, aprovada per l'Associació Mineralògica Internacional l'any 2013. Rep el seu nom de la mina on va ser descoberta, a Itàlia.

## Característiques
L'arsiccioïta és una sulfosal d'argent, mercuri, tal·li, arsènic i antimoni, amb fórmula química AgHg₂Tl(As,Sb)₂S₆. Cristal·litza en el sistema tetragonal en forma de grans anèdrics dispersos en barita microcristal·lina. La seva duresa a l'escala de Mohs es troba entre 2 i 2,5. És isostructural amb la routhierita, amb la qual forma una sèrie de solució sòlida; també forma part del grup de la routhierita.

## Formació i jaciments
L'arsiccioïta s'ha trobat en una lent de barita microcristal·lina a prop de la zona de contacte entre els esquistos i dolomita rica en pirita. Sol trobar-se associada a protochabourneita, cinabri, laffittita, pirita, realgar, esfalerita rica en mercuri, estibina i barita. Només se n'ha trobat a la mina Monte Arsiccio, a Sant'Anna di Stazzema, Stazzema (Província de Lucca, Toscana, Itàlia).